# 范家庄关帝庙
范家庄关帝庙位于中国山西省运城市稷山县西社镇范家庄村。

## 保护
2021年8月4日，范家庄关帝庙公布为第六批山西省文物保护单位，古建筑类，年代为明、清，编号6-266。	